# Børnesoldat
En børnesoldat er ifølge international lovgivning en person under atten år, der deltager i væbnede konflikter. De fleste er mellem femten og atten år, omend rekrutteringen nogle gange begynder, når de er ti år. Der er dog set eksempler på, at børn ned til syv år er blevet brugt som børnesoldater. FN's Konvention om Barnets Rettigheder har siden 2000 forbudt brug af børnesoldater og brug af børn under femten år betragtes som en krigsforbrydelse.
Børnesoldater bliver blandt andet tvunget til at udføre tortur, voldtægt og drab.

## Udbredelse
Der er flest børnesoldater i Afrika, men også i Asien (f.eks. Sri Lanka), Sydamerika (f.eks. Colombia) og Mellemøsten bliver der brugt børnesoldater. Blandt de lande, hvor børn er blevet truet eller tvunget til at være soldater, er Liberia, DR Congo og Sudan. I Liberia blev de tvunget til at skyde deres egne søskende, da de ellers selv ville være blevet skudt. I DR Congo er børn blevet bortført med det formål at tvinge dem til at deltage i en borgerkrig.
Human Rights Watch vurderede i 2012, at 300.000 børn fordelt på fjorten lande deltager i væbnede konflikter. Børn bruges ikke blot af guerillagrupper, militser og terrororganisationer, men også af nationale hære. Sidstnævnte bruger dog mest børn, der er fyldt femten år.
Ifølge Human Rights Watch benyttes børnesoldater i Afghanistan, Burma, Colombia, Centralafrikanske Republik, DR Congo, Filippinerne, Indien, Irak, Somalia, Sudan, Sydsudan, Tchad, Thailand og Yemen. Børnene bruges blandt andet som selvmordsbombere, spejdere, spioner, lokkeduer, bodyguards og sexslaver. De bruges også nogle steder til at fragte blandt andet mad, vand og ammunition ud til soldaterne. I Burma, DR Congo, Sydsudan, Tchad og Yemen er børn også en del af den nationale regeringshær. Børn har desuden været i aktion i den syriske borgerkrig, hvor de er blevet rekrutteret af både regeringshæren og oprørsgrupper. Derudover bruger Storbritannien, Italien, USA, Canada og Australien børn ned til seksten eller sytten år i deres væbnede styrker.
Der har desuden være brugt børnesoldater i Angola, Etiopien, Sierra Leone, Liberia, Sri Lanka og Mali.

## Baggrund
Der kan være flere årsager til at anvende børnesoldater. En af årsagerne er fattigdom, hvor børnene deltager mere eller mindre frivilligt. Dels for at have noget at lave, da skolerne på grund af den væbnede konflikt typisk holdes lukket. Dels fordi det kan være den eneste måde, at børnene kan få mad på. Nogle børn melder sig frivilligt for at hævne familiemedlemmer. Andre bliver bortført på gaden, i deres skoler, på børnehjem eller i flygtningelejre og tvunget til at deltage i en væbnet konflikt.
Børnene kan blive udsat for både vold og hjernevask og tvunget til at indtage alkohol, narkotika og til at se krigsfilm. Børn bliver betragtet som mindre værd end voksne og det betragtes derfor som et mindre tab, hvis de dør, hvorfor de sendes ud i forreste linje.

## Konsekvenser
Børnene kan blive både psykisk og socialt påvirket at deres liv som børnesoldater. De reagerer forskelligt, men kan pådrage sig skam, koncentrationsbesvær, mareridt, søvnbesvær, nervøsitet, frygt, isolation, aggressivitet, hovedpine og manglende appetit og energi.
Nogle gange vælger børnenes familier at udstøde børnene på grund af deres handlinger som børnesoldater eller for pigernes vedkommende fordi de kommer hjem med fædreløse børn, de har fået under deres tid som børnesoldater.